# Aili Somersalmi

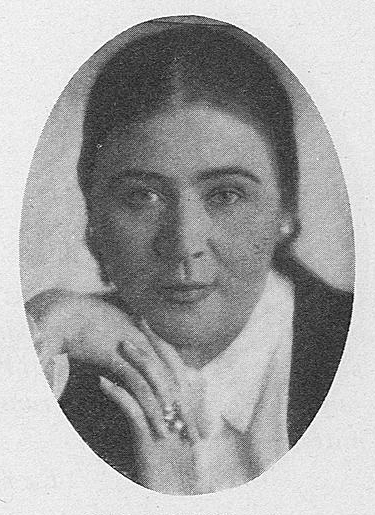
Aili Somersalmi, bild från början av 1930-talet.

Aili Somersalmi, född Rosvall 4 april 1891 i Tammerfors, död 12 april 1962 i Helsingfors, var en finländsk sångare och skådespelare. Hon var gift med skådespelaren Urho Somersalmi.
Somersalmis föräldrar var affärsmannen Otto Rosvall och Wilhelmina Hellman. Somersalmi studerade vid nationalteaterns skola 1906-08 och var därefter verksam vid teatern. Tillsammans med Urho Somersalmi och Päiviö Horsman var Aili Somersalmi en av det kommande årtiondets mest framstående skådespelare, vilka utexaminerades under hösten 1908. 1912 gifte sig Somersalmi med kollegan Urho och dottern Armi föddes året därpå. Somersalmi fortsatte att verka vid nationalteatern fram till sin pensionering 1956. 1952 tilldelades Somersalmi Pro Finlandia-medaljen.
Åren 1910 och 1912 gjorde Somersalmi sex skivinspelningar, varav tre tillsammans med Evert Suonio och en tillsammans med Yrjö Somersalmi. Den 12 april 1962 dödades Somersalmi av maken Urho, då denne slog en yxa i hennes panna samt stack henne två gånger med en kniv i magen. Efter dådet begick Urho Somersami självmord genom hängning.